# لی مون-کیو
لی مون-کیو (انگلیسی: Lee Moon-kyu؛ زادهٔ ۴ اوت ۱۹۵۶) بازیکن سابق و مربی بسکتبال اهل کره جنوبی است. وی در بازی‌های المپیک تابستانی ۱۹۸۸ شرکت کرده‌است.